# Hacıhalil, Adıyaman
Hacıhalil là một xã thuộc thành phố Adıyaman, tỉnh Adıyaman, Thổ Nhĩ Kỳ. Dân số thời điểm năm 2011 là 462 người.